# Eugeniusz Olechowski

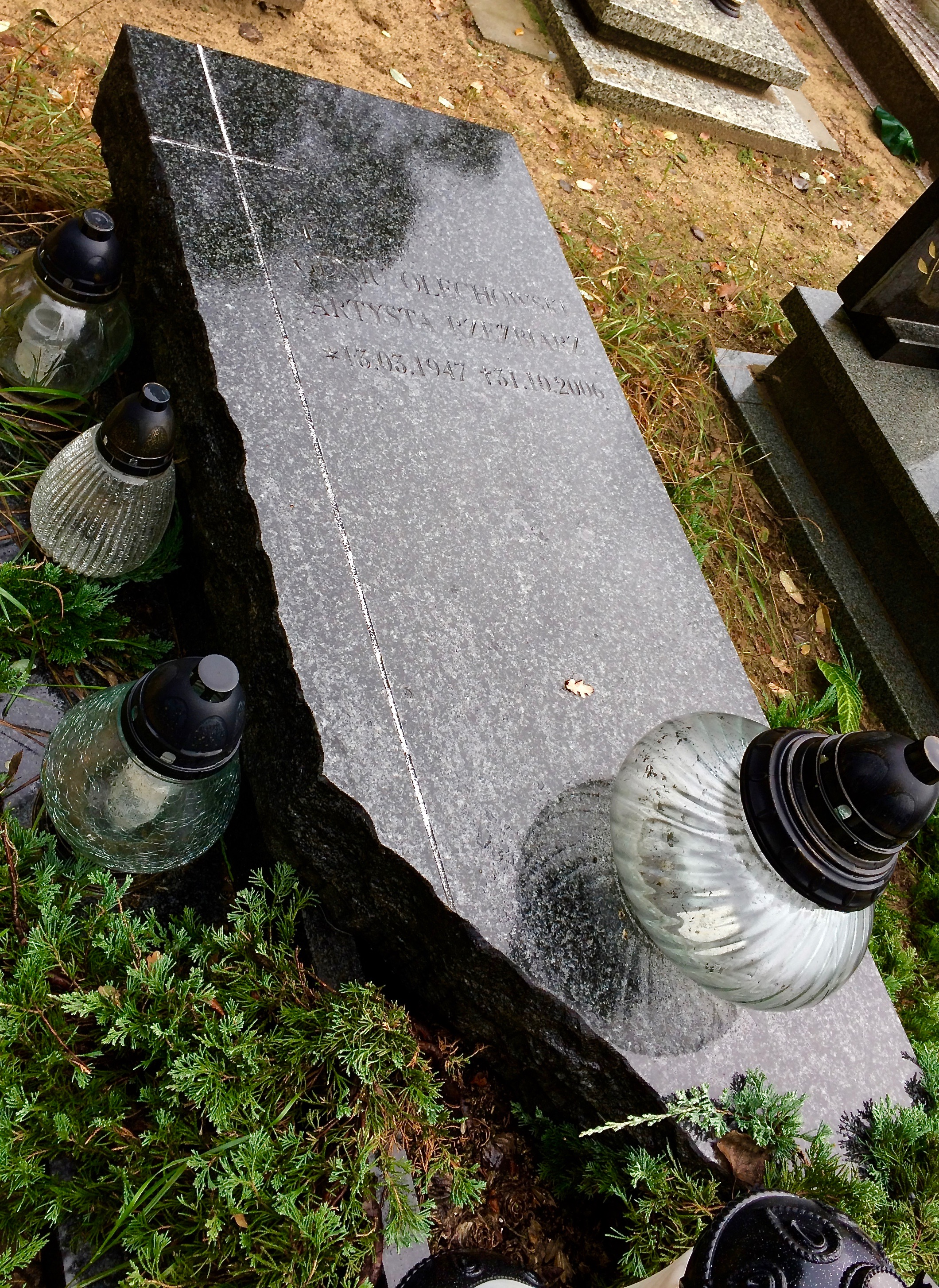
Grób rzeźbiarza Eugeniusza Olechowskiego na cmentarzu Miłostowo

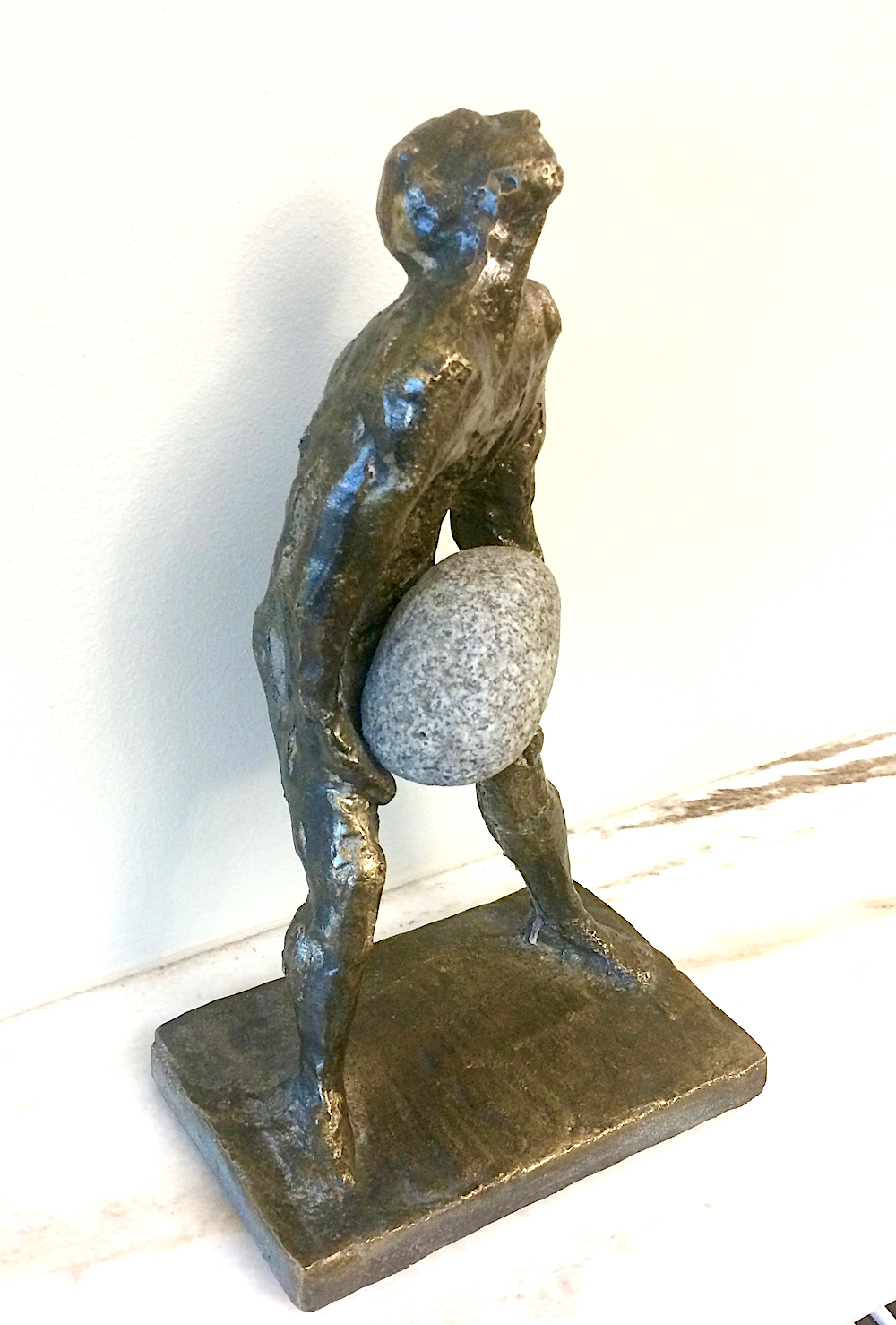
E. Olechowski: "Mocarz" (ok. 2000 r.; zbiory prywatne)

Eugeniusz Olechowski (13 marca 1947, zm. 31 października 2006 w Poznaniu) – polski artysta rzeźbiarz z Poznania.

## Życie i twórczość
Olechowski był twórcą rzeźb monumentalnych, kameralnych oraz wnętrz sakralnych w wielu miejscowościach na terenie Wielkopolski.
Pomniki i wnętrza jego autorstwa to między innymi:
- Ołtarz kościoła pokolegiackiego pw. Matki Bożej Pocieszenia i św. Stanisława Biskupa Męczennika w Szamotułach[2].
- Pomnik Chrystusa - W hołdzie wdzięczności Jezusowi Chrystusowi zbawicielowi człowieka w 2000-lecie narodzin. Parafia Najświętszego Zbawiciela w Poznaniu w 50-lecie istnienia[3].
- Nagrobek arcybiskupa Antoniego Baraniaka w archikatedrze poznańskiej (1986)[4][5].

Eugeniusz Olechowski zmarł w Poznaniu 31 października 2006 i został pochowany na cmentarzu Miłostowo.